# Callaghan Valley
Das Callaghan Valley ist ein Tal in der kanadischen Provinz British Columbia. Es liegt in den Coast Mountains, in der Nähe von Whistler. Im Callaghan Valley befindet sich der Whistler Olympic Park, in dem bei den Olympischen Winterspielen 2010 die Wettbewerbe im Skispringen, der Nordischen Kombination, im Biathlon und im Skilanglauf stattfanden. Es gibt Vulkane im Callaghan Valley, welche vor 11.000 und 25.000 Jahren ausgebrochen sind. Im Nördlichen Bereich des Tales liegt der Callaghan Lake Provincial Park.